# Paraskevi von Iași

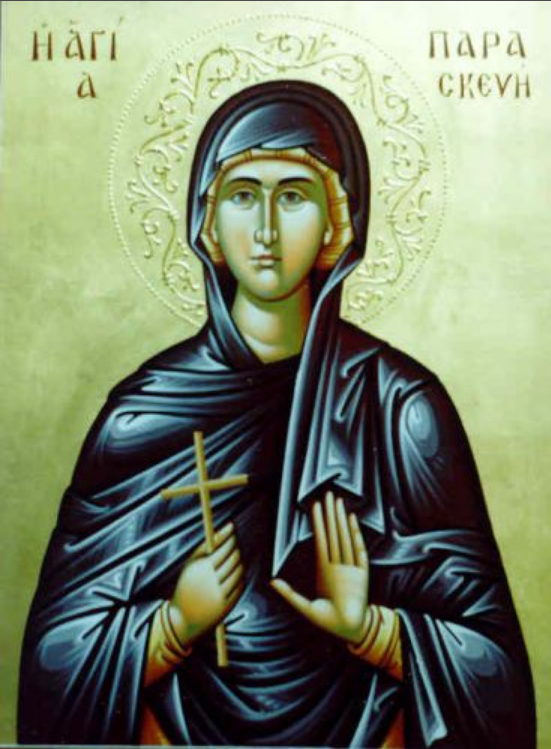
Paraskeva von Iași

Paraskevi von Iași (* im 10. Jahrhundert in Epibatai in Thrakien am Ufer des Marmarameers; † im 10. Jahrhundert in Epibatai) war eine asketische Heilige des 10. Jahrhunderts. Aufgrund der Ereignisse im Zusammenhang mit der Überführung ihrer Reliquien in verschiedene Länder der Balkanhalbinsel wird sie auch Paraskevi von Epibatai, Paraskevi von Tarnowo, Petka von Bulgarien (bulg.: Света Петка Параскева, St. Petka Paraskeva), Petka von Serbien, Paraskeva von Serbien (serb.: Света Петка Параскева, Sveta Petka Paraskeva), Paraskeva von Belgrad, Paraskeva die Jüngere und Parascheva des Balkans (rumän.: Sfânta Cuvioasă Parascheva, Heilige wunderbare Paraskeva) genannt. Sie wird am 27. Oktober in den orthodoxen Kirchen von Bulgarien, Serbien, Nordmazedonien, der Republik Moldau und Rumänien verehrt.

## Der Name
Der Name Paraskevi (griech.: Παρασκευή) bedeutet wörtlich übersetzt „Vorbereitung“ als Tag der Vorbereitung für das Wochenende, den Sabbath, d. h. „Freitag“.

## Hagiographie

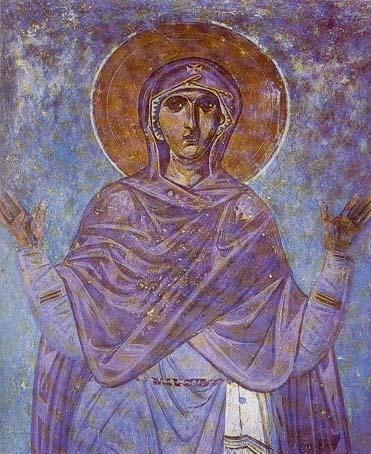
Blacherniotissa in Orantenhaltung, Kloster in Veljusa, Nordmazedonien, 12/13. Jahrhundert

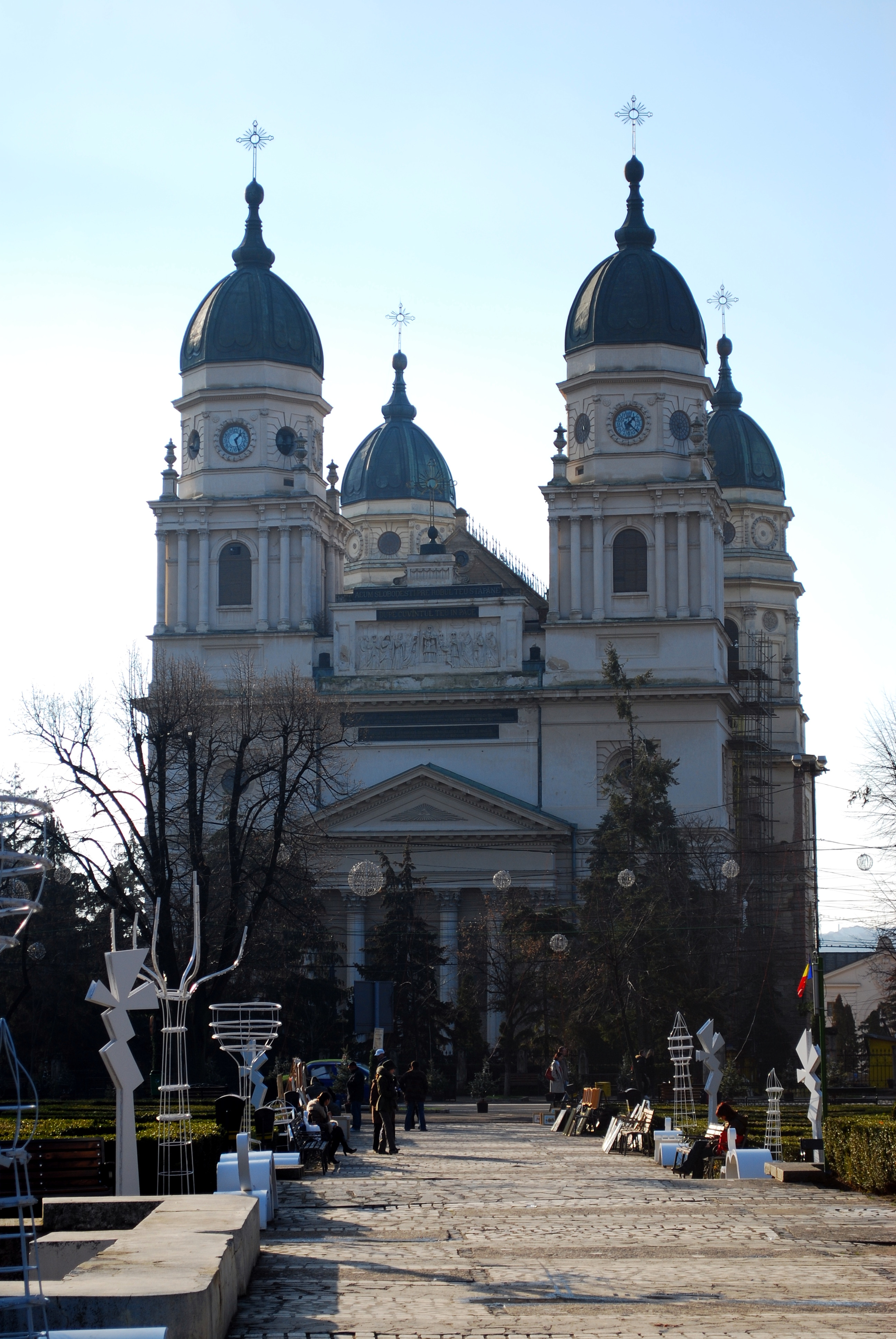
Catedrala Cuvioasa Parascheva

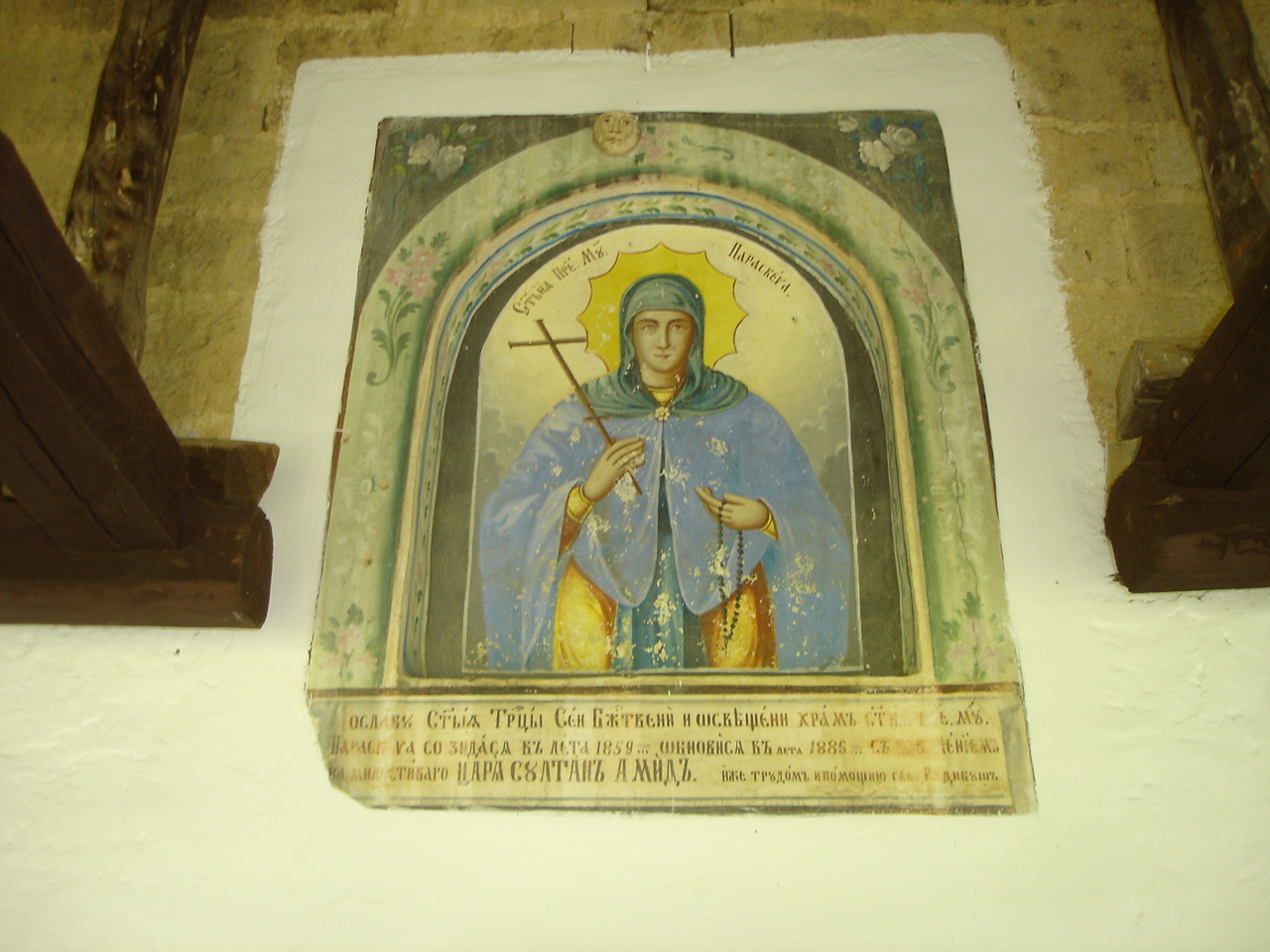
Heilige Petka-Kirche im Dorf Radibus, Kriva Palanka, Nordmazedonien

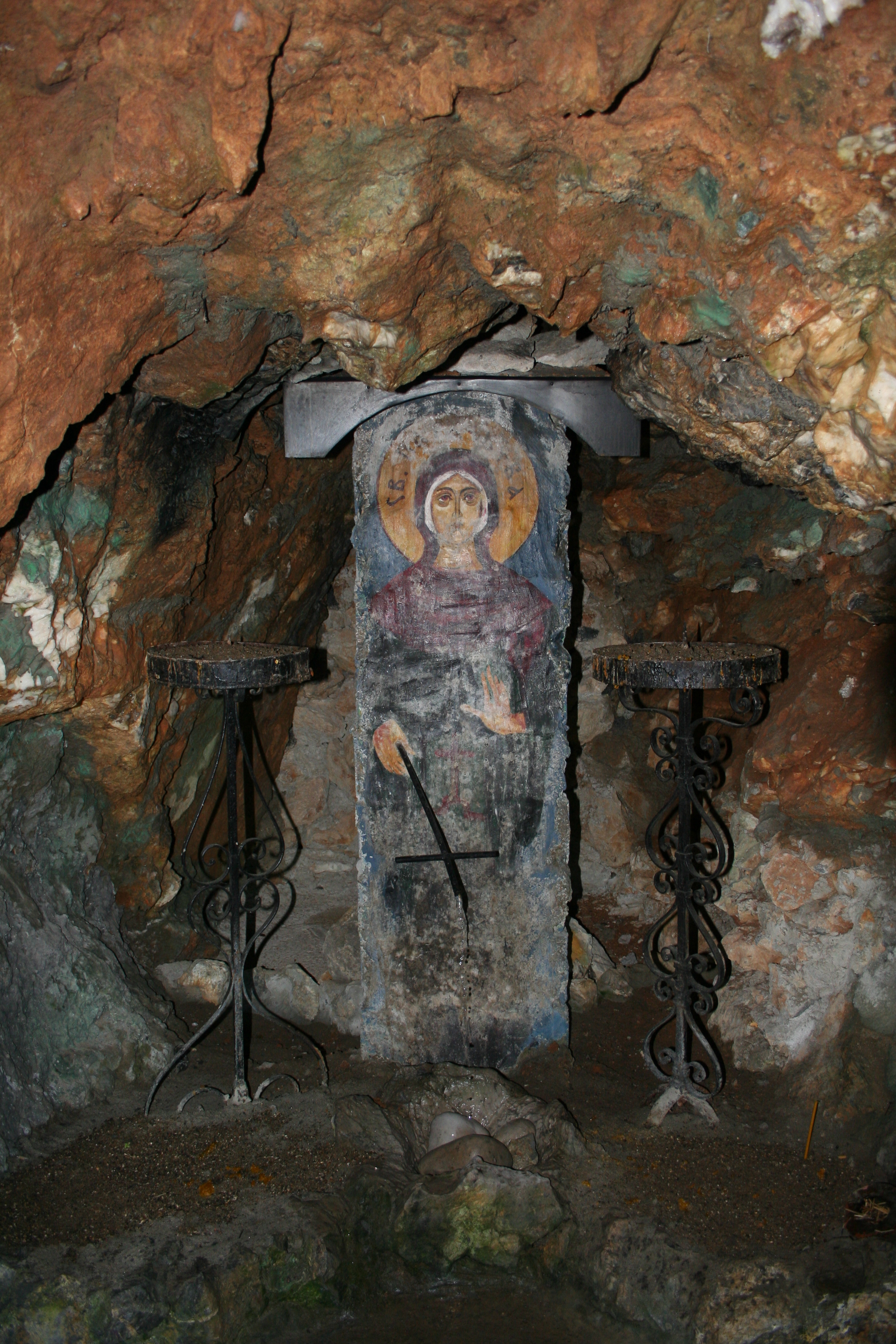
Heilige Petka Kapelle in Dobro Potok bei Krupanj, Serbien

Paraskevi wurde in Epibatai (heute Selimpaşa), einem Dorf in Kalikratia, einer byzantinischen Provinz in Thrakien zwischen Silistra und Konstantinopel von gläubigen wohlhabenden Eltern geboren. Ihr älterer Bruder Euthymius wurde Mönch und wurde später zum Bischof von Madytus geweiht.
Während eines Gottesdienstes durchbohrten die Worte des Herrn ihr Herz wie ein Pfeil: „Wenn einer hinter mir hergehen will, verleugne er sich selbst, nehme sein Kreuz auf sich und folge mir nach.“ (Matthäus 16,24). Von diesem Zeitpunkt an begann sie, ihre Kleidung an Bedürftige zu verteilen, weshalb sie viel Kummer vonseiten ihrer Familie ertrug.
Nach dem Tod ihrer Eltern beschloss Paraskevi im Alter von 15 Jahren, ein religiöses Leben zu führen. Nachdem sie einige Jahre in einem Kloster verbracht hatte, zog sie sich als Einsiedlerin in die jordanische Wüste zurück, wo sie das asketische Ideal in all seiner Härte lebte und wo sie das heilige Leben der alten Einsiedlernonnen in Ägypten und Syrien nachahmte: lange Gebete, Nachtwachen und häufiges Fasten. Sie aß nur samstags und sonntags und schlief auf dem nackten Boden.
Als sie 25 Jahre alt war, hatte sie eines Nachts die Vision eines Engels, der sie aufforderte, ihre Anstrengungen eines reuigen Lebens fortzusetzen, ihr aber empfahl, in ihre Heimatstadt zurückzukehren. Paraskevi verließ die Einsiedelei und ging nach Konstantinopel. Als Pilgerin besuchte sie die Heiligtümer und stellte sich in der Blachernaenkirche unter den Schutz der Jungfrau; dann zog sie sich nach Epibatai zurück, wo sie für den Rest ihres Lebens Buße, Kasteiung und Gebet ausübte. Als sie zwei Jahre später in Einsamkeit starb, wurde sie von Leuten begraben, die sie nicht einmal kannten, und ihr Gedächtnis verblasste.
Eines Tages legten einige Matrosen die Leiche eines ihrer Gefährten am Fuße eines Säulenheiligen nieder. Da dieser den unangenehmen Geruch der Leiche nicht ertragen konnte, bat er, eine Grube für ihn auszuheben. Beim Graben wurden jedoch sterbliche Überreste entdeckt, die so süß rochen, dass sie den Geruch der Leiche überdeckten. In der folgenden Nacht erschien einem gewissen Giorgio, der mitgeholfen hatte, die Grube zu graben, Paraskevi im Traum und gab ihm ihre Identität preis. Mit einer feierlichen Prozession wurden ihre sterblichen Überreste in die Santissimi Apostoli Kirche in Epitabai überführt, wo sie etwa 175 Jahre blieben.
1223 wurden die Reliquien der Paraskevi in die Kathedrale der damaligen bulgarischen Hauptstadt Tarnowo überführt, wo sie als Nationalbeschützerin verehrt wurde. Euthymius, Patriarch der der Bulgarisch-Orthodoxen Kirche (1375 bis 1393) schrieb ihr Leben nieder und setzte ihren Gedenktag auf den 14. Oktober fest.
In der ersten Hälfte des 14. Jahrhunderts breitete sich die Verehrung der Paraskevi nördlich der Donau in den drei rumänischen Ländern (Siebenbürgen, Moldau, Walachei) aus. Die Reliquien der Paraskevi blieben bis 1393 in Tarnowo als die Osmanen die Stadt besetzten. Dann wurden sie für kurze Zeit dem Woiwoden der Walachei Mircea cel Bătrân übergeben. Drei Jahre später übergaben die Osmanen sie an die Despoina Angelina von Serbien, die sie nach Belgrad bringen ließ, wo sie für 125 Jahre blieben.
Im Jahr 1521 besetzten die Osmanen erneut Serbien und brachten die Reliquien der Paraschevi als Trophäe in den Palast des Sultans Süleyman I. nach Konstantinopel. Dort wurden ihre Reliquien vom Ökumenischen Patriarchat Jeremias I. für 12000 Golddukaten eingelöst und blieben für 120 Jahre in der patriarchalischen Kathedrale von Fener.
Im Jahr 1641 schenkte der Patriarch von Konstantinopel Partenios I. aus Dankbarkeit dem Wojwoden von Moldau Vasile Lupu die Reliquien der Paraskevi, da dieser den jährlichen Tribut der Patriarchate von Konstantinopel und Jerusalem an die Osmanen bezahlte.
Am 13. Juni 1641 kamen die Reliquien der Paraskevi unversehrt in der rumänisch-orthodoxen Kirche des neu errichteten Drei-Heiligen-Hierarchen-Klosters in Iași in Rumänien an, wo sie bis zum 26. Dezember 1888 blieben. Sie wurden bei dem Brand des Klosters gerettet und in die damals neue rumänisch-orthodoxe Catedrala Cuvioasa Parascheva von Iași überführt wurde, wo sie sich noch heute befinden.

## Verehrung
Der Überlieferung nach sollen Paraskevis Eltern slawischen Ursprungs gewesen sein, was der Grund sein soll für ihre  besonderen Verehrung unter den Balkanvölkern. Darüber hinaus wurde Paraskevi als Unterstützerin des Volkes vor der drohenden osmanischen Eroberung angesehen.
Bereits in der ersten Hälfte des 14. Jahrhunderts hatte sich die Verehrung der Paraskevi auf Grund von Zeugenaussagen von außergewöhnlichen Heilungen, die ihr zugeschrieben wurden, auf die drei rumänischen Länder ausgebreitet. Entsprechend muss die Verehrung mit der Ankunft der Reliquien in Moldau im Jahr 1641 zugenommen haben.
Im Laufe der Jahre hat die Verehrung der Paraskevi nicht abgenommen; er ist auch heute noch sehr blühend, vor allem unter den Rumänen, die sich in der Catedrala Cuvioasa Parascheva von Iași versammeln, wo sich die Reliquien befinden, um diese zu verehren und um Gnade und/oder Segen zu erbitten. Unter den Moldauern wird Paraskevi als das „Licht Moldaus“ bezeichnet.
Sie ist die Retterin der Frauen und Kinder, die Beschützerin der Kranken, der Wasser und Brunnen, sodass viele Paraskevi-Ikonen in der Nähe von Brunnen und Quellen zu finden sind. Die religiösen Feierlichkeiten werden am 14. Oktober vom Metropolit von Moldau und Bukowina eröffnet. Aufgrund der Bedeutung der Verehrung wird sie auch die „Herrlichkeit der Orthodoxie“ genannt.
Die Verehrung dieser Heiligen ist kein Phänomen innerhalb der Grenzen der Völker, die sie verehren, denn mit der Auswanderung der balkanische Bevölkerung gelangten die Traditionen auch nach Italien und wurden auch im Territorium der katholischen Kirche praktiziert. Die Gläubigen treffen sich in Padua in der orthodoxen Heiligen-Paraskevi-Kirche in Via Tunisi. Dort wird die Heilige nicht am 14. Oktober gefeiert, sondern am letzten Sonntag des Monats.